# Deadly Carnage
Deadly Carnage ist eine italienische Musikgruppe aus Rimini, die ursprünglich Extreme Metal in musikalischer Tradition des Black Metal spielte, sich aber spätestens ab Ende der 2010er Jahre in Richtung Post-Black-Metal entwickelt hat.

## Geschichte
Aktiv ist die Formation seit dem Jahr 2005 und veröffentlichte ihre ersten Alben Decadenza und Sentiero II – Ceneri in den Jahren 2008 und 2011 erst einmal im Selbstverlag. Für das dritte Album Manthe (2014) – im deutschen Musikmagazin Rock Hard erhielt es eine Bewertung von 8,0 – dockte die Band bei dem italienischen Musiklabel Aeternitas Tenebrarum Music Foundation an. Dieses veröffentlichte über das Sublabel A Sad Sadness Song zudem die beiden nachfolgenden Werke Through the Void, Above the Suns (2018) und Endless Blue (2023). Eingespielt wurde das letztgenannte Werk von dem Quartett Alexios Ciancio (Gesang, Gitarre), Dave (Gitarre), Adres (Bass) und Marco Ceccarelli (Schlagzeug). Die Aufnahmen fanden mit analoger Technik unter der Regie des DGM-Gitarristen Simone Mularoni statt und inhaltlich beschäftigt sich die Gruppe mit dem japanischen Volksmärchen von Urashima Tarō.

## Stil
Deadly Carnage hat ursprünglich „lumpenreinen Black/Thrash Metal“ bzw. „düstersten Black Metal“ gespielt und „sich nach und nach in den Post-Black-Bereich bewegt“. Dabei sind „harscher durch cleanen Gesang, dissonante Akkorde durch mehrschichtige Harmonien und Blastbeats durch wiegende, doomigere Rhythmen“ ersetzt worden. Mit dem Album Endless Blue setzten Deadly Carnage ihren Trend fort, ihre „Black-Metal-Tendenzen langsam zugunsten von atmosphärischem Post-Metal aufzugeben“. Vor allem zum Album von 2023 wurde die Musik auch für „Freunde von Alcest und frühen Lantlôs“ beschrieben. Zudem kommen hier für Metal-Bands eher ungewöhnliche Instrumente wie Bouzouki, Laute, Mandoline und Erhu zum Einsatz.

## Diskografie

### Alben
- 2008: Decadenza
- 2011: Sentiero II – Ceneri
- 2014: Manthe
- 2018: Through the Void, Above the Suns
- 2023: Endless Blue

### Singles und EPs
- 2007: Sentiero I – Empi Inni Alla Consapevolezza Di Sè
- 2016: Chasm